# 福島県道337号喜多方河東線
福島県道337号喜多方河東線（ふくしまけんどう337ごう きたかたかわひがしせん）は、福島県喜多方市から会津若松市に至る一般県道である。

## 路線概要
- 起点：喜多方市関柴町上高額字新堀
- 終点：会津若松市河東町南高野字箕輪
- 総延長：15.629km[1]
  - 実延長：15.468km
- 路線認定年月日：1996年12月27日[2]

### 重用区間
- 福島県道7号猪苗代塩川線（赤枝字石田地内）

### 道路施設
五軒丁橋
喜多方市熊倉字五軒丁にて一級水系阿賀野川水系雄国川を渡る。歩行者通行の安全性確保のため、2013年度に歩道橋である五軒丁橋側道橋が交付金事業として建設された。
五軒丁橋側道橋
- 全長：15.7m
- 幅員：2.0m
- 形式：鋼単純合成H形桁橋
- 竣工：2013年度
- 施工：矢田工業
- 総工費：3500万円

姥堂橋
- 全長：21.5m
- 幅員：6.0(8.0)m
- 形式：PC単純プレテン床版桁橋
- 竣工：1999年度

姥堂橋歩道橋
- 全長：21.5m
- 幅員：3.0m
- 竣工：1982年

喜多方市関柴町三津井字原前から字下川原に跨り、一級水系阿賀野川水系大塩川支流の姥堂川を渡る。1998年に発生した豪雨による姥堂川の増水で被災した旧橋梁の架け替えのために地方道第1種事業により建設された。総工費は7380万円
橋向橋
新橋向橋歩道橋
- 全長：20.0m
- 幅員：3.8m
- 竣工：1981年

喜多方市関柴町豊芦字荒田にて一級水系阿賀野川水系三ノ森川を渡る。
落合橋
- 全長：14.6 m
- 幅員：6.5m
- 竣工：1971年[4]

落合橋側道橋
- 全長：19.2m
- 幅員：2.5m
- 形式：PCプレテン単純中空床版桁橋
- 竣工：2004年度

耶麻郡磐梯町大谷字西前田から字川原田（側道橋は字落合）に跨り、一級水系阿賀野川水系日橋川支流大谷川を渡る。橋上は上下対向2車線で供用されている。磐梯町立磐梯第二小学校の指定通学路であり、JR磐越西線東長原駅へのアクセス路でありながら歩道がなかったことから、歩行者交通安全性向上のため直下流に人道側道橋が建設された。総工費は2770万円。
新橋
- 全長：85.6m
- 幅員：7.5m
- 竣工：1970年[7]

磐梯町大谷字新橋山から会津若松市河東町東長原字一本木に跨り、一級水系阿賀野川水系日橋川を渡る。橋上は上下対向2車線で供用され、歩道は設置されていない。橋梁の両詰は急カーブを描く線形である。

### バイパス
赤枝工区
- 起点：耶麻郡磐梯町赤枝字雁ヶ峠
- 終点：耶麻郡磐梯町赤枝字落合道
- 全長：1,033m（うちバイパス部891 m）
- 幅員：5.5（9.0）m

人家が密集しカーブが連続する磐梯町赤枝地内の安全性確保のため、2013年（平成25年）度より現道の東側にバイパスの整備が着工され、2021年（令和3年）3月3日に開通した。のこる142mの現道拡幅区間の工事が行われている。2022年1月11日に現道の県道路線認定が解除され、磐梯町道に移管された。これにより県道7号と十字交差するようになり、重用区間が解消された。

## 通過する自治体
- 喜多方市 - 耶麻郡磐梯町 - 会津若松市

## 接続・交差する道路
- 喜多方市内
  - 国道121号・福島県道210号喜多方停車場線（関柴町上高額字新堀 起点）
  - 福島県道332号熊倉塩川線（熊倉町熊倉字熊倉上）
  - 福島県道69号北山会津若松線（熊倉町熊倉字熊倉）
- 磐梯町内
  - 福島県道7号猪苗代塩川線 （赤枝字石田）
- 会津若松市内
  - 国道49号（河東町南高野字箕輪（東長原入口交差点） 終点）

## 沿線
- 東長原郵便局
- JR磐越東線 東長原駅
- やすらぎの郷会津村